# Glenea borneensis
Glenea borneensis là một loài bọ cánh cứng trong họ Cerambycidae.